# Красноподілля
Красноподі́лля (Краснопілля, Червоно-Поділля) — село Криворізької сільської громади Покровського району Донецької області, Україна.

## Історія

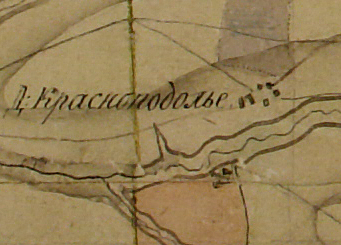
Красноподілля на карті складеної в 1790-х роках.

Згідно з документами Красноподілля по річці Водяній було заселене в 1788 році. Переселенням селян на землі рангової дачі секунд-майора Івана Макаровича Ларина займався отаман Михайло Недайхліб. Згідно акту межування 1796 року рангову дачу майора Ларина складали 7796 десятин придатної та 404 десятин не придатної землі.
На карті «Детальна мілітерная карта по кордоні Росії з Туреччиною» виданої 1800 року в Санкт-Петербурзі на місці нинішнього села Красноподілля вказано мале село Краснопілля.
На карті 1816 року село мало назву Краснопілля. Серед перших поселенців були Михайло Недайхліб, Федір і Семен литвини, Павло Степаненко, Лаврентій Ігнатенко, Парасковія Мраченкова та Іван Бєляєв. Всього 26 осіб (14 чоловік і 12 жінок).
На карті 1861 року зазначено, що на місці нинішнього села знаходилося селище Червоно-Поділля.
У 1908 році населення Красноподілля складали 55 чоловіків і 52 жінки.